# 圣约翰河怪物
圣约翰河怪物（英语：St. Johns River Monster）又称Pinky是一种传闻出没于美国佛罗里达州圣约翰河的神秘生物。

## 历史
1975年5月10日，5名目击者在圣约翰河下游目击一只皮肤呈粉红色、长颈、类似于西方龙或恐龙的动物。
1955年-1961年，圣约翰河目击事件频发，其中一起目击报告中目击者表示看见一只皮肤呈灰色、类似大象动物正在吃河边的大型植被。在同时期的另一起目击报告中，Mary Lou Richardson与父亲及友人目击一只类似恐龙的动物，并且同一天另外四名目击者亦看见同样的动物。

## 理论
关于圣约翰河怪物有着许多的的理论，比如：蜥脚类恐龙、短吻鳄、海牛、粉色海豚、奇异龙或隐鳃鲵科新种。